# Кафедрал (гірський хребет)
Хребет Кафедрал (англ. Clark Range) — гірський хребет на південній межі Національного парку Йосеміті, США. Це дуже мальовничий гранітний хребет, вкритий льодовиками. Вершини піків розташовані вище рівня льодовиків, і тому майже не підвергнуті ерозії. Хребет названий на честь найвищої вершини хребту піка Кафедрал, що має форму кафедрального собору через діференціальну ерозію.
| США | Це незавершена стаття з географії США. Ви можете допомогти проєкту, виправивши або дописавши її. |